# Margarita Bauche
Margarita Bauche Gómez (Ciudad de México, 10 de mayo de 1946) es una compositora, cantautora y actriz mexicana.

## Biografía
Nació en una familia de trayectoria artística, su madre Margarita Gómez tocaba el piano y fue compositora; su padre Joaquín Bauche fue escritor y guionista y fue fundador de la radiodifusora XEW. Aprendió a tocar la guitarra de manera autodidacta y a los quince años compuso su primera canción. Estudió música en el Instituto Mexicano del Seguro Social con el profesor Gerardo Támez y comenzó a componer canciones propias. Su talento la llevó a la disquera Peerless, misma a la que no le interesaron sus canciones, pero la lanzaron profesionalmente bajo el nombre artístico de Elia Beli, haciéndola seguir la tendencia de la época de grabar versiones de éxitos del rock and roll de Estados Unidos en español. En ese periodo se presentaría junto a artistas de la época de oro del rock and roll en su país como Ella Laboriel, Los Teen Tops, Mayté Gaos, Angélica María y Leda Moreno, entre otras.
En 1967 decidió usar su nombre en lugar de su nombre artístico, haciendo un viraje en su carrera hacia una orientación social y de protesta en sus composiciones, e involucrándose en movimientos sociales de izquierda. Comenzó esta nueva etapa en el restaurante Chez-Negro, propiedad del músico Salvador «El Negro» Ojeda, local en donde se presentaba artistas de la tradición folklórica-latinoamericanista y del canto nuevo como Los Folkloristas. Después de ingresar a la Facultad de Filosofía y Letras de la Universidad Nacional Autónoma de México (UNAM) se involucró en el Movimiento estudiantil y social de 1968, participando en acciones como protestas, manifestaciones y conciertos en apoyo. En ese contexto cantó junto a artistas como Oscar Chávez y Judith Reyes. Debido a la influencia que tuvieron artistas como Bob Dylan, The Carpenters, Peter, Paul and Mary y Joan Báez, fue conocida en medios como «la Joan Báez mexicana».
Influenciada por el movimiento hippie Margarita conformó la comuna La Nueva Familia con otros artistas como José Roberto Hill —quien fue su pareja—, Carlos Baca y Mayita Campos, misma que tuvo diversas locaciones y en donde se gestaron proyectos artísticos. Funcionó hasta 1973. Luego de ese periodo realizaría teatro y música teatral y proseguiría su actividad artística musical en las peñas y cafés que lograron eludir la represión gubernamental que sufrían otros géneros como el rock.

## Discografía
- Manos de tierra (Discos Cisne, 1967)
- Margarita Bauche (Discos Cisne, 1969)
- Agua (Discos Orfeón, 1972)
- La voz de la tierra (Discos Caleidofon, 1981)
- En vivo - recital de sátira (Discos Caleidofon, 1981)

### En colaboración

#### Con Hugo Huesca
- Huesca* Y Bauche*, Concierto Para Regina (Grabaciones Lejos del paraíso, 1992)
- Madre Tierra (Samsara, 1992)
- Xcaret - New Age Mexicano (Samsara, 1996)